# HMS Sunfish (81S)
| «Санфіш»                                                   | «Санфіш» | «Санфіш» |
| ---------------------------------------------------------- | --- | --- |
| HMS Sunfish (81S)                                          | | |
|                                                            | | |
| Британський підводний човен «Санфіш»                       | | |
| Верф                                                       | Cammell Laird, Беркенгед | Cammell Laird, Беркенгед |
| Під прапором                                               | Велика Британія | Велика Британія |
| Належність                                                 | Військово-морські сили Великої Британії | Військово-морські сили Великої Британії |
| На честь                                                   | другий корабель флоту на ім'я «Санфіш» | другий корабель флоту на ім'я «Санфіш» |
| Замовлення                                                 | 1 березня 1935 | 1 березня 1935 |
| Закладений                                                 | 22 липня 1935 | 22 липня 1935 |
| Спуск на воду                                              | 30 вересня 1936 | 30 вересня 1936 |
| Введений до складу флоту                                   | 2 липня 1936 | 2 липня 1936 |
| Виведений зі складу флоту                                  | 1 вересня 1944 | 1 вересня 1944 |
| На службі                                                  | 1936–1944 | 1936–1944 |
| Загибель                                                   | 30 травня 1944 року переданий за ленд-лізом до складу ВМФ СРСР, перейменований на V-1. 27 липня 1944 року потоплений на переході з Данді до Мурманська «дружнім вогнем» британського важкого бомбардувальника B-24 «Ліберейтор» Берегового командування ПС | 30 травня 1944 року переданий за ленд-лізом до складу ВМФ СРСР, перейменований на V-1. 27 липня 1944 року потоплений на переході з Данді до Мурманська «дружнім вогнем» британського важкого бомбардувальника B-24 «Ліберейтор» Берегового командування ПС |
| Сучасний статус                                            | затонулий | затонулий |
| Бойовий досвід                                             | Друга світова війна Битва за Атлантику | Друга світова війна Битва за Атлантику |
| Проєкт                                                     | | |
| Тип ПЧ                                                     | малий дизель-електричний підводний човен | малий дизель-електричний підводний човен |
| Основні характеристики                                     | | |
| Швидкість (надводна)                                       | 13,75 вузлів (25,47 км/год) | 13,75 вузлів (25,47 км/год) |
| Швидкість (підводна)                                       | 10 вузлів (18,6 км/год) | 10 вузлів (18,6 км/год) |
| Робоча глибина занурення                                   | 91 м | 91 м |
| Дальність плавання                                         | 3500 миль (6500 км) на швидкості 8 вузлів (надводна) 26 миль (48 км) на швидкості 8 вузлів (підводна) | 3500 миль (6500 км) на швидкості 8 вузлів (надводна) 26 миль (48 км) на швидкості 8 вузлів (підводна) |
| Екіпаж                                                     | 38 офіцерів та матросів | 38 офіцерів та матросів |
| Розміри                                                    | | |
| Довжина найбільша (по КВЛ)                                 | 63,6 м | 63,6 м |
| Ширина корпусу найб.                                       | 7,3 м | 7,3 м |
| Середня осадка (по КВЛ)                                    | 3,6 м | 3,6 м |
| Водотоннажність надводна                                   | 780 тонни | 780 тонни |
| Силова установка                                           | | |
| Дизель-електрична: 2 × дизельні двигуни 2 × електродвигуни | | |
| Гвинти                                                     | 2 | 2 |
| Потужність                                                 | 2 × 900 к.с. (дизель) 2 × 310 к. с. (електродвигун) | 2 × 900 к.с. (дизель) 2 × 310 к. с. (електродвигун) |
| Озброєння                                                  | | |
| Артилерія                                                  | 1 × 76-мм зенітна гармата QF 3-inch 20 cwt | 1 × 76-мм зенітна гармата QF 3-inch 20 cwt |
| Торпедно- мінне озброєння                                  | 6 × 533-мм торпедних апаратів 12 торпед | 6 × 533-мм торпедних апаратів 12 торпед |

«Санфіш» (англ. HMS Sunfish (81S) — військовий корабель, малий підводний човен типу «S» Королівського військово-морського флоту Великої Британії часів Другої світової війни.

## Історія створення
Підводний човен «Санфіш» був закладений 22 липня 1935 року на верфі компанії Cammell Laird у Беркенгеді. 30 вересня 1936 року він був спущений на воду, а 2 липня 1936 року увійшов до складу Королівських ВМС Великої Британії.

## Історія служби
Підводний човен брав активну участь у бойових діях на морі в Другій світовій війні; переважно змагався на Середземному морі, супроводжував мальтійські конвої, бився у Північному морі. У червні 1944 року переданий до радянського Північного флоту, де увійшов під назвою В-1. Був переданий в оренду радянському екіпажу на чолі з Героєм Радянського Союзу капітаном Фісановичем Ізраїлем Іллічем, котрий прибув до Великої Британії з конвоєм RA 59. Після перепідготовки екіпажів, чотири колишні британські підводні човни, що були передані СРСР, В-1, В-2, В-3 та В-4 здійснювали перехід з Данді до Мурманська. 26 липня 1944 року ці човни вийшли з проміжної військово-морської бази Лервіка на Шетландських островах і попрямували до радянської Арктики. 27 липня «дружнім вогнем» британського важкого бомбардувальника B-24 «Ліберейтор» Берегового командування ПС В-1 був помилково потоплений.